# Lopyastis multisetosa
Lopyastis multisetosa is een vlokreeftensoort uit de familie van de Calliopiidae. De wetenschappelijke naam van de soort is voor het eerst geldig gepubliceerd in 1926 door Schellenberg.